# Vertikale Desintegration
Unter vertikaler Desintegration versteht man in der Wirtschaft das Ausgliedern vor- und nachgelagerter Produktionsstufen eines Produktes in rechtlich selbständige Betriebe mit eigener Unternehmensführung. Gegenstück der vertikalen Desintegration ist die vertikale Integration.

## Beweggründe für eine vertikale Desintegration
- Verteilung des Geschäftsrisikos auf mehrere Firmen
- Spezialisierung
- Flexibilisierung
- Unterschiedlicher Produktionsumfang
- Schnellere Reaktionsmöglichkeiten auf wechselnde Nachfrage durch kleinere Einheiten

## Beispiele
Während vor dem Zweiten Weltkrieg die gesamten Produktionsstufen von Filmproduktionen in Hollywood von einigen großen Unternehmen abgedeckt wurden, entstanden nach dem Zweiten Weltkrieg sehr viele kleine, auf Teilbereiche spezialisierte Unternehmen.